# سلیا خیمنز (بازیکن فوتبال)
سلیا خیمنز (انگلیسی: Celia Jiménez؛ زادهٔ ۲۰ ژوئن ۱۹۹۵) بازیکن فوتبال اهل اسپانیا است.
از باشگاه‌هایی که در آن بازی کرده‌است می‌توان به باشگاه فوتبال رین، باشگاه فوتبال زنان سیاتل ساندرز، باشگاه فوتبال روزنگرد، و باشگاه فوتبال زنان المپیک لیون اشاره کرد.
وی همچنین در تیم‌های ملی فوتبال زنان اسپانیا بازی کرده‌است.